# Salvia thomasiana
Salvia thomasiana är en kransblommig växtart som beskrevs av Ignatz Urban. Salvia thomasiana ingår i släktet salvior, och familjen kransblommiga växter. Inga underarter finns listade i Catalogue of Life.